# Charlotte Brun
 (mars 2021).
Si vous disposez d'ouvrages ou d'articles de référence ou si vous connaissez des sites web de qualité traitant du thème abordé ici, merci de compléter l'article en donnant les références utiles à sa vérifiabilité et en les liant à la section « Notes et références ».
 (mars 2021).
Pour les articles homonymes, voir Brun.
Charlotte Brun, née le 9 décembre 1976 à Eaubonne, est une femme politique française. Elle est la première femme présidente du Mouvement des jeunes socialistes de 2001 à 2003. Membre du courant Nouveau Parti socialiste à sa fondation, elle est alors proche de Benoît Hamon, elle rejoint la motion C « Un Monde d'avance » lors du congrès de Reims en novembre 2008.
Élue pour la première fois adjointe au maire d'Écouen en mars 2001, elle devient première adjointe au maire en mars 2008 et est conseillère régionale d'Île-de-France de 2004 jusqu'en 2014.
Elle est membre du Conseil national du Parti socialiste (depuis juin 2003), elle est nommée secrétaire nationale chargée des personnes âgées, handicap et dépendances au Congrès de Reims. 
Charlotte Brun est investie par le Parti socialiste aux élections législatives de 2012 sur la 7e circonscription du Val-d'Oise. Elle est battue au second tour par l'UMP Jérôme Chartier.
Après son déménagement à Lille, Martine Aubry lui propose de figurer sur la liste qu'elle présente aux élections municipales en 2014. En mars 2014, elle est élue 5e adjointe au maire chargée des politiques éducatives, du soutien à la parentalité et du quartier de Wazemmes. 
Après la victoire de la liste Lille en commun, Lille en confiance aux élections municipales de juin 2020, elle devient 3e adjointe.
Depuis 2023, Charlotte Brun est vice-présidente à la Métropole européenne de Lille, chargée du climat, de la transition énergétique et de l'énergie.

## Formation et carrière professionnelle
Charlotte Brun est professeure d'histoire et de géographie en collège après un DEA d’histoire à l'université Paris-1 Panthéon-Sorbonne.

## Parcours politique

### Premiers engagements
Après le baccalauréat, elle rejoint l'association étudiante Autre Monde. En 1995, après avoir fait campagne aux côtés d’Isabelle Massin pour les municipales à Cergy, ville où elle a grandi, elle adhère au Mouvement des jeunes socialistes (MJS). Elle anime l'équipe des jeunes socialistes du Val-d'Oise de 1997 à 1999 avant de rejoindre le bureau national et d'être chargée des relations extérieures et des actions militantes. En 2001, elle devient la première femme présidente du MJS, jusqu'en 2003. Lors de la campagne de 2002, elle mène la bataille de la présidentielle pour Lionel Jospin en animant sa « campagne jeune ».

### Mairie d'Écouen
Après avoir déménagé en 1998 à Écouen, elle rejoint l'équipe de Bernard Angels, sénateur-maire d'Écouen, aux élections municipales. Elle devient maire-adjointe à la communication en 2001 avant de se voir confier la délégation des travaux, de la voirie et du développement durable après les élections de 2008. Elle s'engage pour sa ville en s'occupant notamment de la réhabilitation progressive du cœur de ville, de l'Agenda 21 et de la lutte contre les nuisances sonores. En 2010, elle devient première adjointe jusqu'en 2013.

### Conseillère régionale Île de France
Candidate sur la liste socialiste de 2004 menée dans le Val-d'Oise par Jean-Pierre Muller, maire de Magny-en-Vexin, elle est élue et devient vice-présidente de la commission culture, rôle qu'elle assume jusqu'en 2010. Elle est réélue de nouveau en 2010. Elle s'investit tout particulièrement sur les dossiers de la petite enfance, du grand âge et du handicap. Elle fut présidente du fonds de soutien Cinéma de la Région Île de France. Elle démissionne de l'Assemblée régionale au début de l'année 2014.

### Au Parti socialiste
Au Congrès de Reims de 2008, elle rejoint le Secrétariat national du Parti socialiste, en prenant en charge les questions relatives aux personnes âgées, au handicap, et à la perte d’autonomie. Dans le cadre de ses missions, elle participe au groupe de travail sur les retraites puis anime l’atelier sur les services publics universels et personnalisés de la convention Égalité réelle. Elle est chargée de piloter le travail du Parti socialiste sur le handicap et la dite "dépendance", tout en déconstruisant les propositions de l'UMP sur cette question. Elle prend part à l'élaboration des propositions du Parti socialiste pour la présidentielle.
En juillet 2011, elle intègre l'équipe de campagne de Martine Aubry pour l'élection présidentielle de 2012 chargée avec Jean Claude Ameisen de la thématique « Personnes âgées, Dépendance, et Handicap ».
Elle rejoint l'équipe de campagne de François Hollande lors de l'élection présidentielle de 2012 dans laquelle elle est chargée de la famille avec Marisol Touraine. Ainsi qu'au sein du groupe de travail chargé du handicap et de la dépendance.
Après la nomination de Benoît Hamon dans le gouvernement Ayrault, Charlotte Brun, accompagnée de David Assouline et Guillaume Bachelay le remplacent au poste de porte-parole du Parti socialiste,.
Elle est alors nommée secrétaire nationale du Parti socialiste chargée de la protection sociale jusqu'au Congrès de Toulouse. 
Après la victoire de Benoît Hamon à la primaire citoyenne de 2017, elle est nommée responsable thématique « Éducation » de sa campagne présidentielle,.

### Candidate aux législatives en 2012
Après avoir été suppléante de Didier Arnal aux élections législatives de 2007 dans la 7e circonscription du Val-d'Oise, elle est désignée par les militants pour être candidate sur cette même circonscription en 2012. Son suppléant est Patrick Haddad, conseiller municipal de Sarcelles.
Au premier tour, elle arrive en tête avec 39,35 % des suffrages exprimés et atteint le second tour où elle affronte le député sortant (UMP) Jérôme Chartier. Ce dernier l'emporte au second tour avec 50,29 % des suffrages.

### Mairie de Lille
Après son déménagement à Lille, Martine Aubry lui propose de figurer sur la liste qu'elle présente aux élections municipales en 2014. En mars 2014, elle est élue 5e adjointe au maire chargée des politiques éducatives et du quartier de Wazemmes. Elle coordonne notamment l'élaboration du nouveau projet éducatif global de la ville (PEG), Lill'educ. Elle est investie au sein du réseau des Villes éducatrices. 
Après la victoire de la liste Lille en commun, Lille en confiance conduite par Martine Aubry aux élections municipales de juin 2020, elle devient 3e adjointe au maire. Elle est chargée de la Ville éducatrice et de la Ville à hauteur d'enfant et reste adjointe au maire de Wazemmes.

### Métropole européenne de Lille
Depuis 2023, Charlotte Brun est vice-présidente à la Métropole européenne de Lille, chargée du climat, de la transition énergétique et de l'énergie.

### Candidate aux élections législatives en 2024
À la suite de la dissolution de l'Assemblée nationale du 9 juin 2024, Charlotte Brun est candidate du Nouveau Front populaire aux élections législatives dans la 4e circonscription du Nord. Elle est battue par la député sortante Brigitte Liso au second tour avec 40,17 % des voix contre 31,29 % pour Charlotte Brun et 28,53 % pour la candidate RN Anne Morand.